# Ribautia conifera
Ribautia conifera är en mångfotingart som först beskrevs av Carl Graf Attems 1911.  Ribautia conifera ingår i släktet Ribautia och familjen storjordkrypare. Inga underarter finns listade i Catalogue of Life.